# Maksïm Şevçenko
Maksïm Ïgorevïç Şevçenko (in kazako Максим Игоревич Шевченко?, in russo Максим Игоревич Шевченко?, Maksim Igorevič Ševčenko; 27 marzo 1980) è un ex calciatore kazako, di ruolo attaccante.